# Passalora vanderystii
Passalora vanderystii är en svampart som först beskrevs av Henn., och fick sitt nu gällande namn av U. Braun & Crous 2003. Passalora vanderystii ingår i släktet Passalora och familjen Mycosphaerellaceae.   Inga underarter finns listade i Catalogue of Life.